# Arai Junpei (cầu thủ bóng đá, sinh 1994)
Arai Junpei (新井 純平 (Tân-Tỉnh Thuần-Bình) sinh ngày 12 tháng 11 năm 1994) là một cầu thủ bóng đá người Nhật Bản. Anh thi đấu cho Yokohama FC.

## Sự nghiệp
Arai gia nhập câu lạc bộ tại J2 League Yokohama FC năm 2017.